# SN 2003az
SN 2003az – supernowa odkryta 20 lutego 2003 roku w galaktyce A123719+6218. W momencie odkrycia miała maksymalną jasność 24,40m.